# Pietro Antonio Magatti

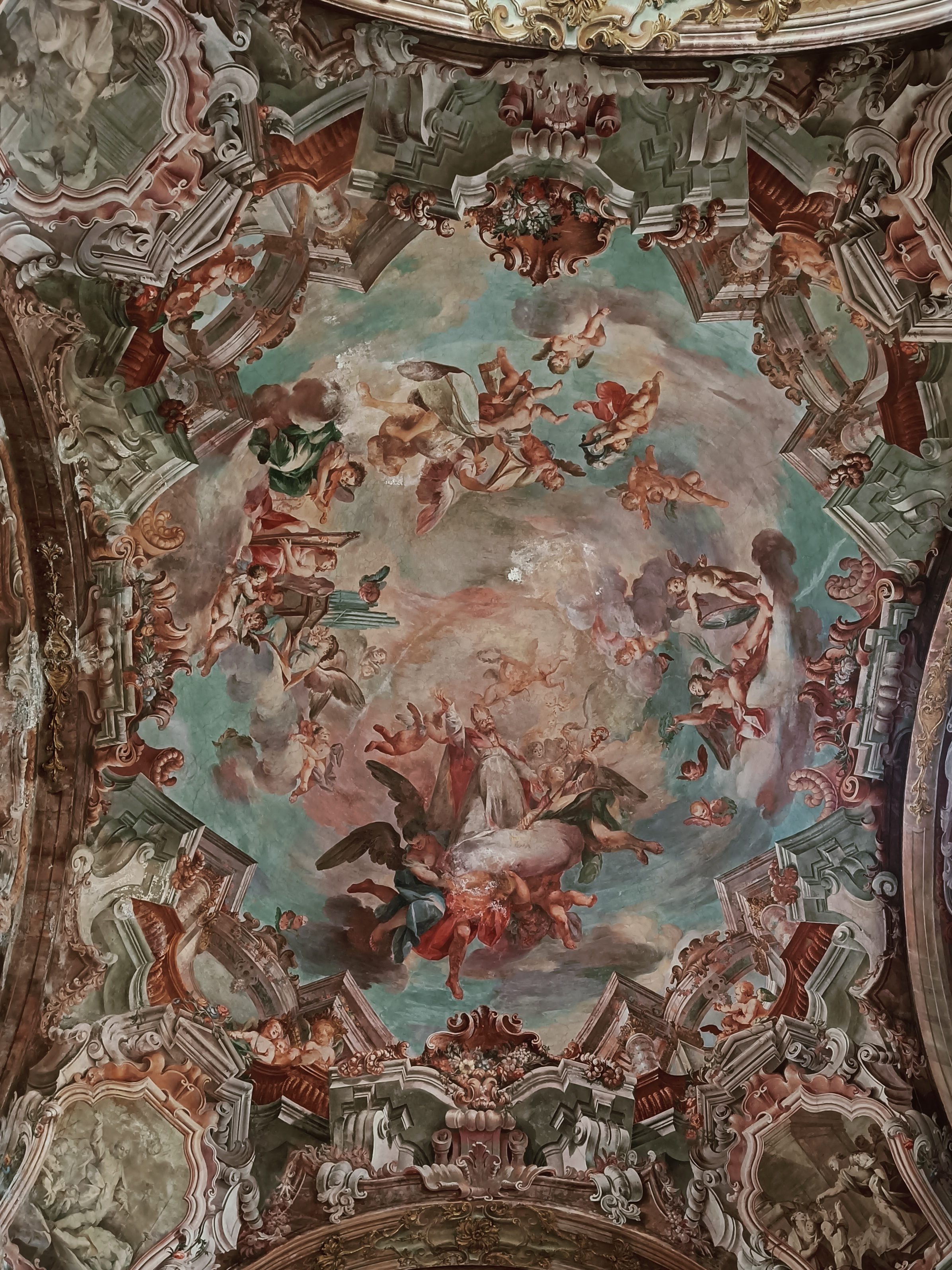
Gloria di San Martino, San Martino (Varese)

Pietro Antonio Magatti (Varese, 20 giugno 1691 – Varese, 26 settembre 1767) è stato un pittore italiano.

## Biografia
Quinto figlio di Giovan Pietro Nicola e di Onesta Orrigoni, per studio si trasferì a Bologna nel periodo compreso tra il 1713 e il 1715, aggregandosi allo studio del pittore Giovan Gioseffo Dal Sole. Rientrò nella città natale, dove dipinse la sua prima opera conosciuta, una Via Crucis per la chiesa di San Rocco, datata 1717 e purtroppo perduta.

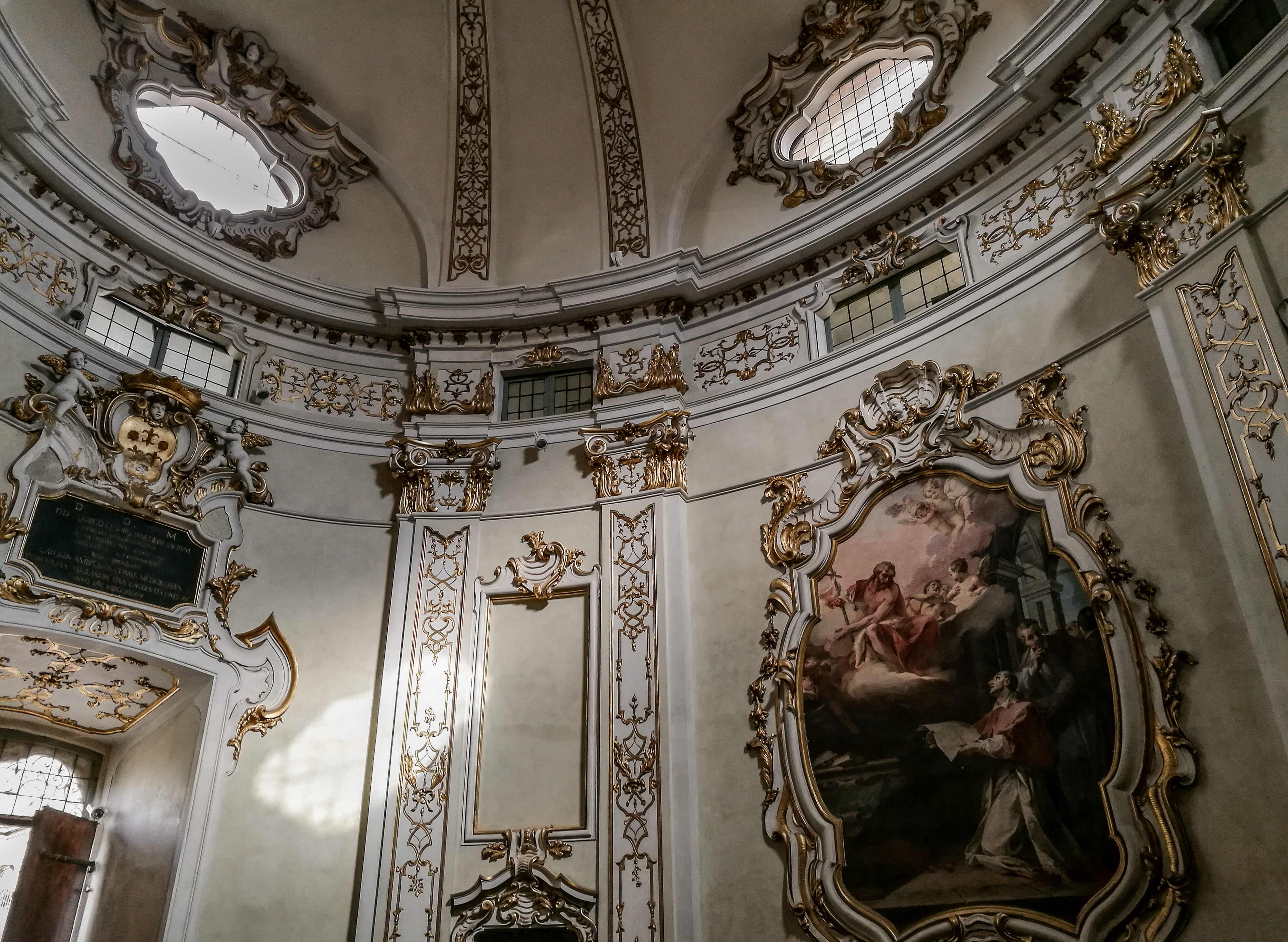
Affreschi dell'oratorio di Palazzo Mezzabarba, Pavia.

Presenza attiva nel movimento artistico varesino, affrescò alcune tra le principali chiese della città. Fu suggestionato dall'arte di Giovanni Battista Sassi che aggiungeva sugli incarnati velature verdastre, rendendo così le figure quasi irreali. Lasciò dipinti in chiese di Como, di Milano (chiesa di San Simpliciano, chiesa del San Sepolcro) di Pavia, (oratorio dei Santi Quirico e Giulitta di Palazzo Mezzabarba, chiesa di santa Maria delle Grazie, chiesa di San Francesco) Varese (Chiesa di san Giorgio, chiesa di San Martino, monastero di S. Antonino) e del Canton Ticino. Nel 1730 il papa Clemente XII lo nominò milite e cavaliere dello Speron d'Oro e conte palatino lateranense.
Alla sua morte venne sepolto all'interno della Basilica di San Vittore. Tra i suoi allievi più noti, il cabiagliese Giovanni Battista Ronchelli.